# Storloken, Hälsingland
Storloken är en sjö i Ljusdals kommun i Hälsingland och ingår i Ljusnans huvudavrinningsområde.